# Людке, Бруно
Бруно Людке (нем. Bruno Lüdke, 3 апреля 1908 — 8 апреля 1944) — предполагаемый немецкий серийный убийца. Чиновники нацистской полиции предъявляли ему обвинение в убийствах по крайней мере 51 женщины, совершённых в течение пятнадцати лет, с 1928 по 1943 год. По некоторым источникам подозревался в 85 убийствах.

## Биография
Бруно родился в Кёпенике, четвёртым из 6 детей владельца прачечной Отто Людке. Рос в бедности, посещал вспомогательную школу, работал кучером.
Был известен полиции по нескольким мелким кражам, но не был осуждён, будучи признанным невменяемым вследствие «врождённого слабоумия». В рамках «Закона о предупреждении наследственных заболеваний» в августе 1939 ему была предписана принудительная стерилизация, которую выполнили 29 мая 1940 года.

### Обвинение в серийных убийствах
31 января 1943 года в лесу неподалёку от Кёпеника была найдена убитая женщина. Убийца задушил жертву её же шалью. Помимо этого на теле были обнаружены следы посмертного сексуального насилия; сумочка убитой исчезла.
Во время следствия комиссар уголовной полиции Генрих Франц остановился на Людке, известном как «чокнутый Бруно», который бродил в лесу вокруг места происшествия. Никто из лично знавших Людке не мог представить его убийцей. Он считался безвредным и боязливым, «даже курицу не может зарезать».
Полицейские провели допрос Людке 18 марта 1943 года, где он быстро признался в убийстве не только этой женщины, но и во многих других невыясненных убийствах по всей Германии. В целом Людке признался в 85 убийствах, которые он совершил между 1924 и 1943 годами. Полиция посчитала установленными на основе его признаний 53 убийства и 3 покушения на убийство.

### Смерть без суда
После окончания следствия Людке не был предан суду, он был переведён в криминально-медицинский институт в Вене, созданный по инициативе Г. Гиммлера. Как предполагаемый показательный пример «врождённого преступника», он подвергался множеству биологических и антропологических исследований; осуществлялись аудиозаписи и киносъёмка. Например, Людке должен был принимать алкоголь; а затем ему выполняли спинномозговую пункцию. 15 января 1944 был изготовлен его бюст, который всё ещё находится в «музее судебной медицины» в Вене.
8 апреля 1944 Бруно Людке умер при невыясненных обстоятельствах. Считается, что он погиб, вероятнее всего, во время эксперимента в камере низкого давления; по другой версии — был убит смертельной инъекцией ввиду назревавшего скандала с разоблачением фальсификаций «дела». Его скелет был передан в судебно-медицинскую коллекцию и, вероятно, пропал в 1960-е годы.

## Сомнения в виновности Людке
В октябре 1957 сёстры Людке писали гамбургскому криминалисту Готтфриду Фаульхаберу: «Наш брат объяснил мне: „Герта, если я не скажу, что я убил …, меня расстреляют!“».
В феврале 1958 года в Палате по гражданским делам гамбургского суда прошёл процесс по иску сестёр Людке против создателей художественного фильма «Дьявол приходил по ночам» (кинокомпании «Глория», журналиста Шницлера и др.). Адвокат ответчика Метцлер признал, что некоторые данные фильма являются «поэтической вольностью», однако настаивал на виновности Людке. Западногерманский суд решил отклонить иск гражданок ГДР Людке о запрете фильма, резюмировав: «Он сам признался в убийствах, чем поставил себя в центр внимания общественности. Таким образом, судьба его сделалась достоянием истории, а значит, и в наши дни подлежит открытой дискуссии».
В 1994 голландский криминалист Я.Блаау педантично перепроверил все случаи, инкриминированные Людке. Его заключение: Людке был невиновен.